# Birgitta Eder
Birgitta Eder (* 4. Februar 1962 in Wien) ist eine österreichische Althistorikerin, Klassische Archäologin und Mykenologin.

## Leben
Birgitta Eder ist eine Tochter des Physikers Gernot Eder und von Charlotte Eder (geb. Boeckl) und eine Enkelin des österreichischen Malers Herbert Boeckl.
Sie studierte von 1980 bis 1986 Alte Geschichte, Altertumskunde und Klassische Archäologie an der Universität Wien. Es folgte 1988/89 ein Postgraduales Studium am University College London. Von 1989 bis 1994 war sie Wissenschaftliche Angestellte an der Mykenischen Kommission der Österreichischen Akademie der Wissenschaften in Wien. 1995 wurde sie mit einer Dissertation zur griechischen Frühgeschichte an der Universität Wien promoviert. 1997 war sie Mitarbeiterin der Olympia-Grabung des Deutschen Archäologischen Instituts. Von 1998 bis 2000 hatte sie ein APART-Stipendium der Österreichischen Akademie der Wissenschaften inne, von 2001 bis 2007 war sie wiederum wissenschaftliche Angestellte an der Mykenischen Kommission. Von 2007 bis 2013 war sie Akademische Rätin an der Abteilung Klassische Archäologie des Instituts für Archäologische Wissenschaften der Universität Freiburg, von 2013 bis 2019 war sie wieder an der Österreichischen Akademie der Wissenschaften am Institut für Orientalische und Europäische Archäologie tätig. Seit 2013 ist sie korrespondierendes Mitglied des Deutschen Archäologischen Instituts. 2018 habilitierte sie sich an der TU Darmstadt im Fach Klassische Archäologie mit der Arbeit „Elis und Olympia: die Genese zweier Zentren einer Landschaft“. 2019 wurde sie Leiterin der Zweigstelle Athen des Österreichischen Archäologischen Instituts der Österreichischen Akademie der Wissenschaften.
Eder arbeitet zur ägäischen Archäologie der späten Bronze- und frühen Eisenzeit, zur Historischen Topographie Griechenlands sowie zur Landschaft Elis und dem Heiligtum Olympia. Seit 2009 forscht sie in Kakovatos und seit 2017 auch in Kleidi-Samikon zusammen mit dem griechischen Antikendienst.

## Schriften (Auswahl)
- Staat, Herrschaft, Gesellschaft in frühgriechischer Zeit. Eine Bibliographie 1978–1991/92 (= Österreichische Akademie der Wissenschaften. Philosophisch-Historische Klasse. Sitzungsberichte. Bd. 611 = Mykenische Studien. Bd. 14). Verlag der Österreichischen Akademie der Wissenschaften, Wien 1994, ISBN 3-7001-2140-7.
- Argolis, Lakonien, Messenien. Vom Ende der mykenischen Palastzeit bis zur Einwanderung der Dorier (= Veröffentlichungen der Mykenischen Kommission. Bd. 14). Verlag der Österreichischen Akademie der Wissenschaften, Wien 1998, ISBN 3-7001-2736-7 (Überarbeitete Fassung der Dissertation, Wien, Universität, 1995: Beiträge zur griechischen Frühgeschichte. Die dorischen Landschaften der Peloponnes während der „dunklen Jahrhunderte“ vom 12. bis zum 9. Jahrhundert v. Chr.).
- Die submykenischen und protogeometrischen Gräber von Elis (= Βιβλιοθήκη της Εν Αθήναις Αρχαιολογικής Εταιρείας. Bd. 209). Archäologische Gesellschaft zu Athen, Athen 2001, ISBN 960-814515-5.
- mit Michaela Zavadil (Hrsg.): (Social) Place and Space in Early Mycenaean Greece. International Discussions in Mycenaean Archaeology, October 5-8, 2016 in Athens. Verlag der österreichischen Akademie der Wissenschaften, Wien 2021, ISBN 978-3-7001-8854-4.